# رينيه راسين
رينيه راسين (بالإنجليزية: René Racine)‏ (و. 1939 – م) هو عالم فلك من كندا. ولد في مدينة كيبك. 

## التعليم
تعلم في جامعة لافال.

## جوائز
حصل على جوائز منها:
- نيشان كيبيك الوطني من رتبة ضابط (2005)[2]
- نيشان كندا من رتبة عضو.